# Задорожнюк Наталія Іванівна
Ната́лія Іва́нівна Задорожню́к (26 листопада 1968, Північне, Донецька область) — український дипломат. Надзвичайний і Повноважний Посол України в Республіці Македонія (2017—2022).

## Життєпис
Народилася 26 листопада 1968 року в селищі Північне, Торецької міської ради Донецької області. У 1991 році закінчила Київський державний університет ім. Тараса Шевченка, викладач болгарської і української мови та літератури, кандидат філологічних наук; у 2003 році закінчила Дипломатичну академію при МЗС України, магістр зовнішньої політики. Володіння мовами: англійська, македонська, болгарська.
З 08.1991 по 12.1997 рр. — старший лаборант, аспірантка, молодший науковий співробітник Інституту мистецтвознавства, фольклористики та етнології імені М. Т. Рильського Академії наук України.
З 12.1997 по 02.1999 рр. — провідний спеціаліст відділу прийому офіційних делегацій і протокольного забезпечення Кабінету Міністрів України.
З 02.1999 по 07.2002 рр. — другий, перший секретар Посольства України в Республіці Болгарія.
З 07.2002 по 07.2003 рр. — слухач Дипломатичної академії України при МЗС України.
З 07.2003 по 03.2004 рр. — перший секретар відділу Балканських країн, Туреччини і Кавказу Третього територіального управління МЗС України.
З 03.2004 по 05.2004 рр. — радник відділу країн Південно-Східної Європи Третього територіального управління МЗС України.
З 05.2004 по 06.2008 рр. — перший секретар Посольства України в Республіці Македонія.
З 06.2008 по 11.2011 рр. — радник, начальник відділу країн Південно-Східної Європи Четвертого територіального департаменту МЗС України.
З 11.2011 по 01.2014 рр. — заступник начальника управління — начальник Центральноєвропейського відділу Управління країн Центральної та Північної Європи Третього територіального департаменту МЗС України.
З 01.2014 по 04.2014 рр. — заступник начальника Управління країн Центральної та Північної Європи Третього територіального департаменту МЗС України.
З 04.2014 по 10.2017 рр. — Посол з особливих доручень МЗС України.
З 05.2014 по 10.2017 рр. — Національний координатор Центральноєвропейська ініціатива від України.
З 6 вересня 2017 року — Надзвичайний і Повноважний Посол України в Республіці Македонія.
Звільнена з посади 4 травня 2022 року.

## Нагороди
- Орден «За заслуги» III ст. (20 грудня 2024) — за вагомий особистий внесок у розвиток міждержавного співробітництва, плідну дипломатичну діяльність та високий професіоналізм[4]